# Madacantha
Madacantha nossibeana es una especie de araña araneomorfa de la familia Araneidae. Es el único miembro del género monotípico Madacantha. Es originaria de Madagascar.